# Ischnocampa angulosa
Ischnocampa angulosa là một loài bướm đêm thuộc phân họ Arctiinae, họ Erebidae.